# Pecný (Benešovská pahorkatina)
Pecný (546 m n. m.) je výrazný kopec v Benešovské pahorkatině, nejvyšší vrchol jejího severního podcelku Dobříšská pahorkatina a také nejvyšší bod okresu Praha-východ. Nachází se 1 km severně od centra Ondřejova a 14 km jihovýchodně od hranice Prahy. Na jeho západních svazích jsou rozmístěny budovy Ondřejovské hvězdárny, včetně hlavní observatoře s Perkovým dalekohledem, který je s průměrem 2 metry největším dalekohledem v Česku.

## Stavby na vrcholu
Na vrcholu Pecného stojí první z devíti českých zděných měřických věží, původně sloužící jako signalizační stavba významného trigonometrického bodu, který je výchozím bodem celé triangulační sítě v Česku. Byla postavena v roce 1936 ve tvaru dvou soustředných válců, mezi kterými je točité schodiště. Dosahuje výšky 17 metrů. V současnosti je osazena teleskopem ondřejovského astronomického ústavu.
Deset metrů od měřické věže se nachází také jeden z 12 českých základních nivelačních bodů, s nadmořskou výškou 543,4006 metrů (systém Bpv - Balt po vyrovnání).
Pecný je součástí areálu geodetické observatoře Výzkumného ústavu geodetického, topografického a kartografického (VÚGTK), který spadá pod ČÚZK. Na observatoři se provádí zejména permanentní observace GNSS a sledování změn vertikální složky tíhového zrychlení. Současně jsou prováděna další experimentální měření, zpracování GNSS a DORIS a pozorování i teoretický výzkum.

## Přístup
Pecný je veřejnosti nepřístupný jako součást uzavřeného areálu geodetické observatoře spravované VÚGTK.